# Stephen N. Frick
Stephen Nathaniel Frick, född 30 september 1964 i Gibsonia, Pennsylvania, är en amerikansk astronaut uttagen i astronautgrupp 16 i april 1996.

## Karriär
Frick uppnådde befälhavares grad inom USA:s marin innan han började hos Nasa. Han var pilot inom det militära och han har totalt flugit 35 olika flygplanstyper och tillbringat över 3 200 timmar bakom spakarna.
Stephen Frick blev utvald att börja astronaututbildning i april 1996 och påbörjade sin utbildning i augusti samma år. Frick blev utbildad rymdfärjepilot 1998. Han har också arbetat med tekniska frågor rörande bland annat rymdfärjorna hos Nasa.

## STS-110
STS-110 blev Fricks första rymdfärd, det var det trettonde rymdfärjeuppdraget till ISS. Under uppdraget på ISS monterade och installerade astronauterna den amerikanska modulen S-0.

## Rymdfärder
- Atlantis - STS-110
- Atlanis - STS-122